# Shipston-on-Stour
Shipston-on-Stour är en ort och civil parish i grevskapet Warwickshire i England. Orten hade 5 038 invånare (2011). Shipston-on-Stour ligger vid floden Stour, 16 km söder om Stratford-upon-Avon. Den nämndes i Domedagsboken (Domesday Book) år 1086, och kallades då Scepwestun.